# Maria Semczyszak
Maria Semczyszak conosciuta anche come Maria Semczyszak-Haščaková (Mieroszów, 25 maggio 1933) è un'ex slittinista polacca.

## Biografia
Gareggiò per la nazionale polacca sia nella specialità del singolo che in quella del doppio. Dopo il matrimonio con Jan Haščaka veniva saltuariamente indicata anche con il cognome del marito.
Ottenne il suo più importante risultato conquistando la medaglia d'oro nell'edizione casalinga dei campionati mondiali di Krynica-Zdrój 1958 nel singolo femminile; in quella stessa gara la squadra polacca occupò anche gli altri due gradini del podio con Helena Boettcher e Barbara Gorgón.
Si ritirò dalle competizioni per motivi di salute e, trasferitasi in Cecoslovacchia, lavorò come insegnante di scuola media.

## Palmarès

### Mondiali
- 1 medaglia:
  - 1 oro (singolo a Krynica-Zdrój 1958).